# Neotoma albigula
Neotoma albigula és una espècie de mamífer rosegador de la família dels cricètids. Viu a altituds de fins a 2.500 msnm a Mèxic i els Estats Units. Els seus hàbitats naturals són les zones àrides, particularment els vessants rocosos, els matollars secs, les planes de cactus, els boscos de pins i ginebres i les zones desèrtiques. És una espècie en risc mínim, és a dir, no sembla que hi hagi cap amenaça significativa per a la seva supervivència. El seu nom específic, albigula, significa ‘gola blanca’ en llatí.